# Catharsius bradshawi
Catharsius bradshawi е вид бръмбар от семейство Листороги бръмбари (Scarabaeidae).

## Разпространение
Видът е разпространен в Зимбабве, Мозамбик и Намибия.